# Comcast Center (Philadelphia)
Das Comcast Center ist das zweithöchste Gebäude in Philadelphia, im Stadtteil Center City. Es ist benannt nach dem Unternehmen Comcast, das Hauptmieter ist und hier seinen Firmensitz hat.
Das Gebäude hat mit 57 Etagen eine Höhe von 297 Metern. Es wurde von Januar 2005 bis Mai 2008 erbaut sowie im Juni 2008 eröffnet. Damals löste es den seit 1987 an der Spitze befindlichen One Liberty Place als höchstes Gebäude der Stadt ab. 2018 verlor es diesen Titel wieder an das Comcast Technology Center.
Im Comcast Center ist das weltweit größte wassergefüllte Tilgerpendel installiert (1300 t Masse; über 1200 m³ Wasser).

## Weblinks

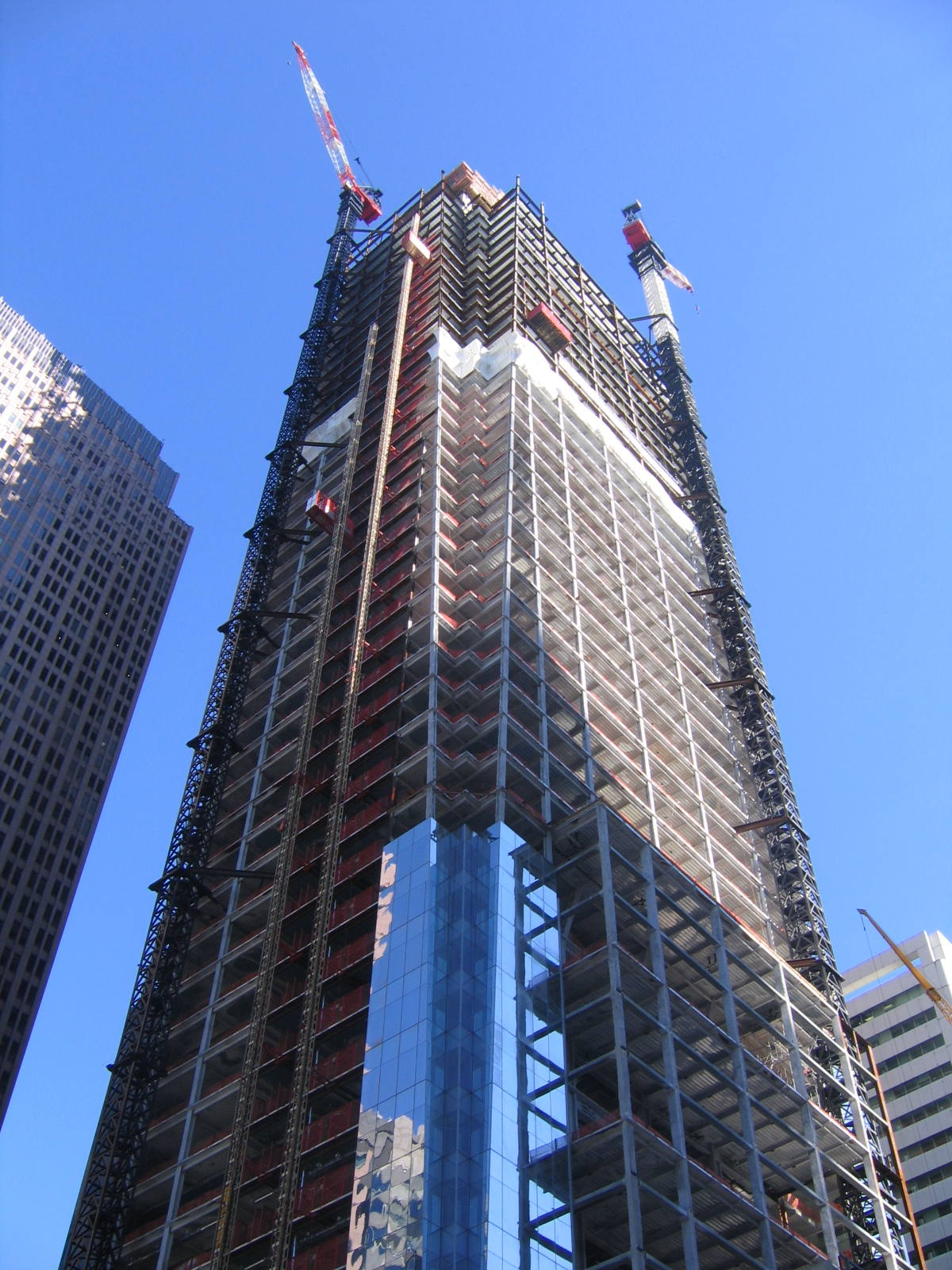
Februar 2007: Das Comcast Center im Bau